# Elias James Corey

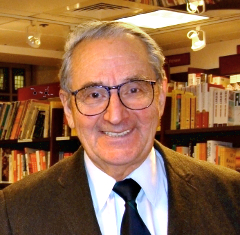
E. J. Corey (2007)

Elias James Corey (* 12. Juli 1928 in Methuen, Massachusetts) ist ein US-amerikanischer Chemiker und Nobelpreisträger. Er ist emeritierter Professor an der Harvard University. Seine Studien über fünf Jahrzehnte umfassen nahezu alle Bereiche der Organischen Chemie und hatten entscheidende Auswirkungen auf die Biochemie und die moderne medizinische Wissenschaft.
Seine Arbeiten reichen von der grundlegenden Logik der chemischen Synthese über die Entwicklung von nützlichen Reagenzien wie Pyridiniumchlorochromat oder 1,3-Dithianen als Schutzgruppe für Carbonylverbindungen bis zur Erfindung zahlreicher Synthesemethoden. Coreys Erfindungen umfassen die metallorganische Chemie, katalytische asymmetrische Reaktionen sowie mechanistische Erkenntnisse in bindungsbildenden Prozesse und führten zum ersten Einsatz von Computern für die Gestaltung von Synthesewegen. Die Synthese von komplexen bioaktiven Verbindungen wie die mehrerer Prostaglandine in den 1960er Jahren gelten bis heute als Meilenstein der Naturstoffsynthese.
Corey wurde mit über 70 wissenschaftlichen Preisen ausgezeichnet. 1990 erhielt er den Nobelpreis für Chemie für die Entwicklung der Theorie und Methodik der Synthese organischer Verbindungen, insbesondere für seine Etablierung der Retrosynthese. E. J. Corey veröffentlichte über 1000 wissenschaftliche Publikationen und gehört zu den meistzitierten Autoren der Chemie.  Seine wissenschaftliche Schule brachte zahlreiche Industriechemiker sowie spätere Professoren und Nobelpreisträger wie Ryoji Noyori und Bengt Ingemar Samuelsson hervor.

## Leben

### Kindheit und Jugend
E. J. Corey wurde 1928 in Methuen, einer Gemeinde etwa 50 Kilometer nördlich von Boston als Sohn libanesischer Christen unter dem Namen William Corey geboren. Im Alter von 18 Monaten verlor er seinen Vater, seine Mutter änderte daraufhin seinen Vornamen in den Namen seines Vaters, Elias. Seine Mutter legte ihren Haushalt mit dem seiner Tante zusammen, um die Depressionsjahre wirtschaftlich mit ihren vier Kindern, zwei Söhnen und zwei Töchtern, zu überstehen. Sein Onkel vertrat die Vaterstelle.

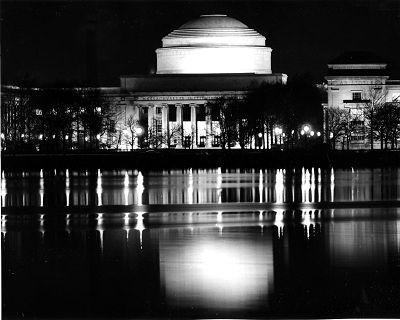
Blick über den Charles River auf den Kuppelbau des M.I.T. und benachbarte Gebäude

Ab dem zwölften Lebensjahr besuchte er die katholische Saint Laurence O’Toole Grundschule in Lawrence und im Anschluss die Lawrence Public High School. Im Jahr 1945, mit 16 Jahren begann er ein Studium am Massachusetts Institute of Technology. Ursprünglich besonders an Mathematik interessiert, entschied er sich bald für ein Chemiestudium, da er von der Organischen Chemie und ihrer Relevanz für die menschliche Gesundheit fasziniert war. Zu seinen akademischen Lehrern gehörten unter anderem Arthur C. Cope, John C. Sheehan und John D. Roberts.

### Professor an der University of Illinois
Im Jahr 1948 schloss er sein Studium mit dem Bachelor-Grad ab. Er blieb zunächst am M.I.T., wo er im Arbeitskreis von John C. Sheehan seine Dissertation über die Synthese von Penicillinen (The synthesis of N,N - diacylamino acids and analogs of penicillin) anfertigte und er 1951 promoviert wurde.  Ebenfalls 1951 begann er seine erste Lehrtätigkeit als Instructor an der University of Illinois, Urbana-Champaign unter Roger Adams und Carl S. Marvel.
Da seine Interessen von der theoretischen bis zur Biochemie reichten, forschte und lehrte er ein breites Spektrum der Chemie. In den ersten drei Jahren forschte er auf dem Gebiet der Molekülorbitaltheorie und ihrer Bedeutung für die Stereochemie von Reaktionen. Schon im Jahr 1954, mittlerweile Assistenzprofessor, begann er mit der Untersuchung der Struktur und Synthese von Naturstoffen. Mit 27 Jahren erhielt er eine Stelle als Professor für Organische Chemie an der University of Illinois. Er dehnte sein Forschungsgebiet auf die enantioselektive Synthese, Komplexchemie und die Chemie der Enzyme aus.

### Professor in Harvard

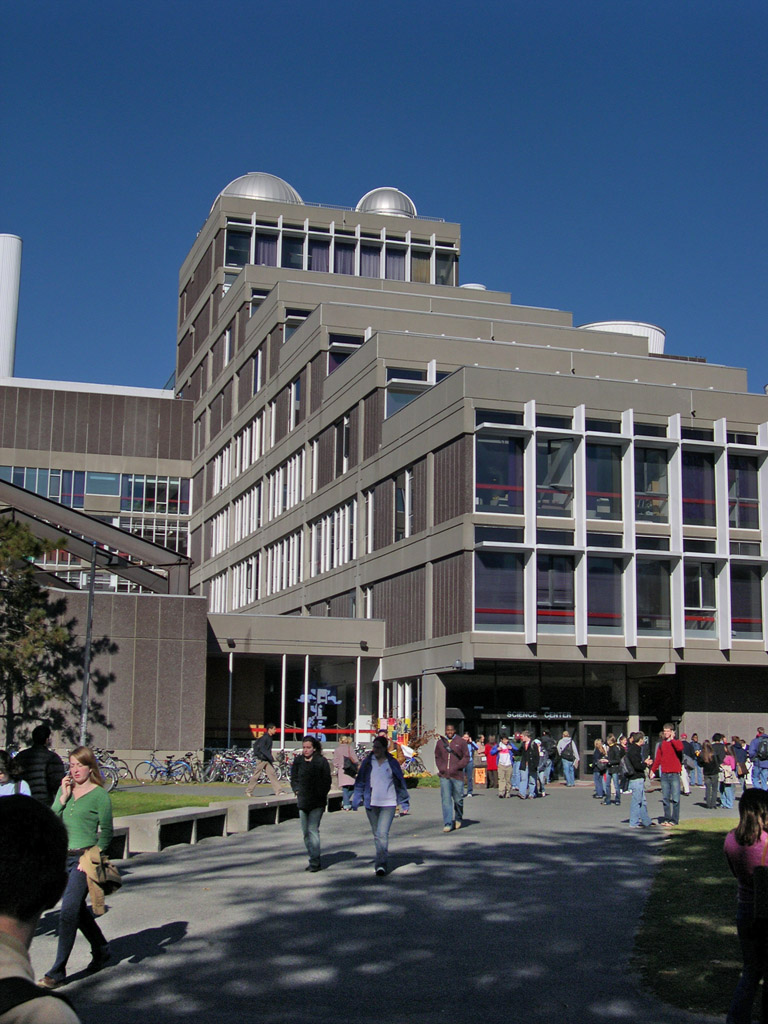
Science Center der Harvard University

Im Jahr 1957 erhielt Corey ein Guggenheim-Stipendium. Er verbrachte seinen Forschungsaufenthalt bei Robert B. Woodward und besuchte in Europa die Schweiz, London und Lund. Aus dieser Zeit stammen auch die ersten Überlegungen zur rationalen Synthese von Naturstoffen. Bei einem Aufenthalt bei Sune Bergström die erste Bekanntschaft mit der Chemie von Prostaglandinen, die in den 1960er Jahren zur ersten Totalsynthese dieser Stoffgruppe führte.
Im Jahr 1959 folgte Corey einen Ruf an die renommierte Harvard University. Zwei Jahre später, im September 1961 heiratete er Claire Higham, mit der er drei Kinder hat. Im Jahr 1968 wurde Corey auf den Sheldon Emory Lehrstuhl der Universität berufen. Die Chemiefakultät von Harvard war zu dieser Zeit mit Paul D. Bartlett, Konrad Bloch, Louis F. Fieser, George Bogdan Kistiakowsky, Eugene G. Rochow, Frank H. Westheimer, Edgar Bright Wilson und Robert B. Woodward prominent besetzt.
In seiner Zeit in Harvard waren zahlreiche bekannte Chemiker seine Doktoranden oder Postdoktoranden.
Als Doktoranden (Auswahl):
- Hisashi Yamamoto
- William L. Jorgensen
- Dale L. Boger

Als Postdoktoranden (Auswahl)
- Emil Thomas Kaiser
- Bengt Ingemar Samuelsson
- Wolfgang Oppolzer
- Albert I. Meyers
- Dieter Seebach
- Dieter Enders
- Kyriacos Costa Nicolaou
- Johann Mulzer

### Nobelpreis
E. J. Corey forschte in Harvard auf verschiedenen Gebieten wie der Totalsynthese komplexer Naturstoffe, neuer Synthesemethoden, molekularer Katalysatoren und der theoretischen Organischen Chemie, der Retrosynthese und den Reaktionsmechanismen. Im Jahr 1990 wurde seine Karriere mit der Verleihung des Nobelpreises für Chemie gekrönt.
Aufsehen erregte im Jahr 1998 der Selbstmord eines Corey-Schülers, der Corey und missbräuchliche Forschungsaufsicht in seinem Abschiedsbrief für seinen Selbstmord verantwortlich machte. Die Vorwürfe führten zu temporären Veränderungen wie die Einsetzung eines Advisory-Komitees. Anlässlich der Verleihung der Priestley-Medaille im Jahr 2004 behauptete Corey, er habe Robert B. Woodward die entscheidenden Hinweise zur Entdeckung der Woodward-Hoffmann-Regeln gegeben. Roald Hoffmann wies dies öffentlich zurück.
Von den Anfängen seiner akademischen Karriere in New Jersey bis zum Jahr 2010 hatte Corey etwa 700 Mitglieder in seiner Arbeitsgruppe. Mit über 1100 Veröffentlichungen erhielt er im Jahr 2007 den Cycle of Excellence High Impact Contributor Award und galt im Hirsch-Index als Chemiker mit dem höchsten Einfluss.

## Forschungsarbeiten

### Retrosynthese und Umpolung, Computerunterstützte Syntheseanalyse

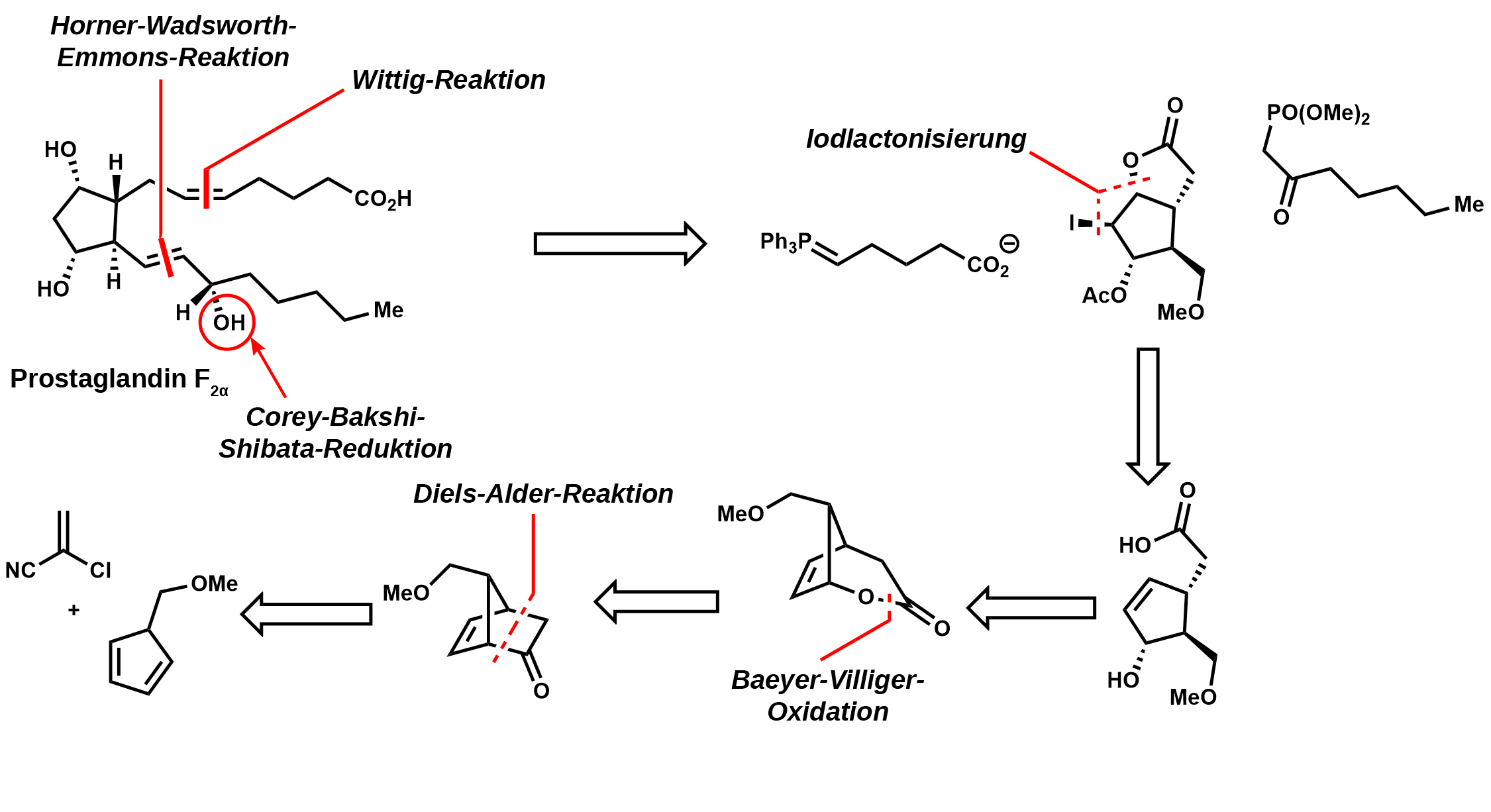
Retrosynthetische Analyse am Beispiel des Prostaglandins F_{2α}

Schon früh in seiner Karriere kam Corey mit der Synthese komplexer Moleküle in Berührung. In den 1950er Jahren war es üblich, die Synthese komplexer Moleküle über eine Versuch-und-Irrtum-Methodik, ausgehend von kommerziell erhältlichen oder bereits anderswo beschriebenen Molekülen zu planen. Moleküle wie Morphin oder Cholesterin galten als kaum synthetisierbar.
Um die effiziente Herstellung hochkomplexer Moleküle zu ermöglichen, entwickelte Corey die sogenannte Retrosynthese. Dies ist eine Technik zur Planung von organischen Synthesen. Dabei wird ein Zielmolekül gedanklich in einfachere Vorläuferstrukturen, sogenannte Synthons zerlegt ohne Annahmen über die möglichen Edukte zu treffen. Je nach Komplexität des Moleküls werden die Vorläufermaterialien mit der gleichen Methode weiter zerlegt, bis einfache oder handelsübliche Strukturen erreicht werden.
Das Ziel der Retrosynthese ist strukturelle Vereinfachung. Eine Totalsynthese kann mehr als eine mögliche Syntheseroute haben. Die Retrosynthese ermöglicht die Prüfung verschiedener Synthesewege und vergleicht sie in einer logischen Weise. Mittels elektronischer Datenbank kann in jeder Stufe der Analyse geprüft werden, ob eine Vorläuferkomponente in der Literatur bereits beschrieben ist. In diesem Fall ist keine weitere Untersuchung dieser Verbindung erforderlich.
Mit Dieter Seebach entwickelte er das Konzept der Umpolung.

### Synthesereaktionen und Reagenzien
Darüber hinaus fand er zahlreiche weitere Synthesereaktionen, wie die Corey-Bakshi-Shibata-Reduktion, die Corey-Fuchs-Reaktion, die Corey-Kim-Oxidation, die Corey-Winter-Eliminierung, die Corey-House-Posner-Whitesides-Reaktion, die Johnson-Corey-Chaykovsky-Reaktion, die Corey-Seebach-Reaktion, die Corey-Schmidt-Oxidation, die Corey-Gilman-Ganem-Oxidation und die Corey-Suggs-Oxidation. Die Forschungen basieren auf grundlegenden theoretischen Modellen zur Stereochemie, die mit Hilfe von Computersimulationen erarbeitet werden. Diese von ihm erarbeitete, theoretisch fundierte Herangehensweise an die Synthese wurde von Beobachtern als Umwälzung für die Chemie im 20. Jahrhundert gewertet. Weiterhin entwickelte er das Oxidationsmittel Pyridiniumchlorochromat mit dem beispielsweise Alkohole zum Aldehyd oxidiert werden können.
Corey erforschte ab 1965 die Verwendung von 1,3-Dithianen als Schutzgruppe für Carbonylverbindungen und entwickelte in Zusammenarbeit mit Dieter Seebach das Konzept der Umpolung. Die Bildung der Dithiane, auch als Corey-Seebach-Reaktion bekannt, erfolgt durch direkte Umsetzung von 1,3-Propanthiol mit Carbonylverbindungen, wie z. B. 1.
Die entstehenden 1,3-Dithiane 2 können durch Alkyllithiumverbindungen wie n-Butyllithium unter Bildung eines Anions 3 deprotoniert werden. Durch anschließende Reaktion mit Elektrophilen und anschließender Entfernung der Schutzgruppe durch Quecksilberverbindungen wie Quecksilber(II)-chlorid oder Quecksilber(II)-oxid gelingt die Verknüpfung gleich gepolter Kohlenstoffatome, es bildet sich somit 5.

### Totalsynthesen
Im Arbeitskreis von Corey wurden viele verschiedene Naturstoffe synthetisiert, darunter Longifolen, Ginkgolide, Lactacystin, Miroestrol, Ecteinascidin 743 und Salinosporamid A. Im Jahr 1978 synthetisierte Corey Gibberellinsäure, ein wichtiges Pflanzenhormone mit komplizierter Struktur. Die Synthese von (+)-Ginkgolid A, Wirkstoff, der im Ginkgo-Baum vorkommt und in der chinesischen Volksmedizin zur Behandlung von Durchblutungsstörungen bei älteren Menschen und bei Asthma verwendet wird, ist aufgrund seiner komplizierten Struktur eine Herausforderung für die Synthesechemie. Der Umsatz alleine dieses Naturprodukts wird auf jährlich 500 Millionen Dollar geschätzt.
Corey synthetisierte auch medizinisch wichtige Produkte aus der von ihm so genannten Familie der Eicosanoide wie Prostaglandine und Leukotriene. Diese Verbindungen sind in die Regulierungsfunktionen für viele physiologische Prozesse wie der Reproduktion, der Blutgerinnung und pathologische Prozesse im Immunsystem eingebunden. Die Bedeutung dieser Stoffgruppe wurde unterstrichen durch die Verleihung des Nobelpreises 1982 für Physiologie oder Medizin an Sune Bergström, Bengt Samuelsson und Sir John Robert Vane für die Entdeckung der Prostaglandinen und verwandte, biologisch aktive Substanzen.

Struktur von Prostaglandin F_{2α}

Coreys Arbeitsgruppe synthetisierte über 250 hochkomplexe organische Moleküle, darunter Eicosanoide wie Prostaglandine und Leukotriene. Die Prostaglandine sind eine Familie von Lipiden, die im Jahre 1935 von Ulf von Euler und zeitgleich von M. W. Goldblatt in der menschlichen Samenflüssigkeit entdeckt wurden. Prostaglandine sind Fettsäurederivate mit 20 Kohlenstoffatomen und werden biochemisch aus essentiellen Fettsäuren gewonnen. Sie weisen eine Vielzahl von pharmakologischen Wirkungen auf. Prostaglandine wirken als Stimulanzien der glatten Muskulatur und inhibieren die Lipolyse, die Thrombozytenaggregation und die Bildung von Magensaft.
In einer Reihe von klassischen Veröffentlichungen beschrieb Corey 1968 und 1969 mehrere elegante Synthesemethoden, welche die Grundlage für die meisten synthetischen Arbeiten in der Prostaglandin-Chemie sind. Die Synthese von Prostaglandin F2α stellt wegen der Anwesenheit von cis- und trans-Olefinen sowie fünf asymmetrischen Kohlenstoffatomen eine Herausforderung für die chemische Synthese dar. Corey retrosynthetische Analyse begann zunächst mit der Trennung der beiden Kohlenstoffketten in Synthons, die mittels einer Wittig-Reaktion und einer Horner-Wadsworth-Emmons-Reaktion wieder zum Zielprodukt umgesetzt werden können. Die Wittig-Reaktion liefert das cis-Olefin, während die Horner-Wadsworth-Emmons-Reaktion das trans-Olefin produziert. Die Reduktion der Keto-Gruppe am Phosphonat mittels Zinkborhydrid verlief nicht stereoselektiv und lieferte noch das 1:1-Diastereomerengemisch. Später gelang diese Synthese mittels der von Corey mitentwickelten CBS-Katalysatoren im hohen Diasteromerenüberschuss. Eine Iodlactonisierung führt zu einem Allylalkohol und einem weiteren Zwischenprodukt, aus dem mittels regioselektiver Baeyer-Villiger-Oxidation ein einfaches Diels-Alder-Addukt entsteht.

Grundstruktur der Ginkgolide

Corey synthetisierte Ginkgolide B, ein natürlich im Ginkgobaum vorkommender Wirkstoff, der in der traditionellen chinesischen Medizin seit 5.000 Jahren zur Behandlung von Asthma und Kreislaufproblemen dient.

### Oseltamivir

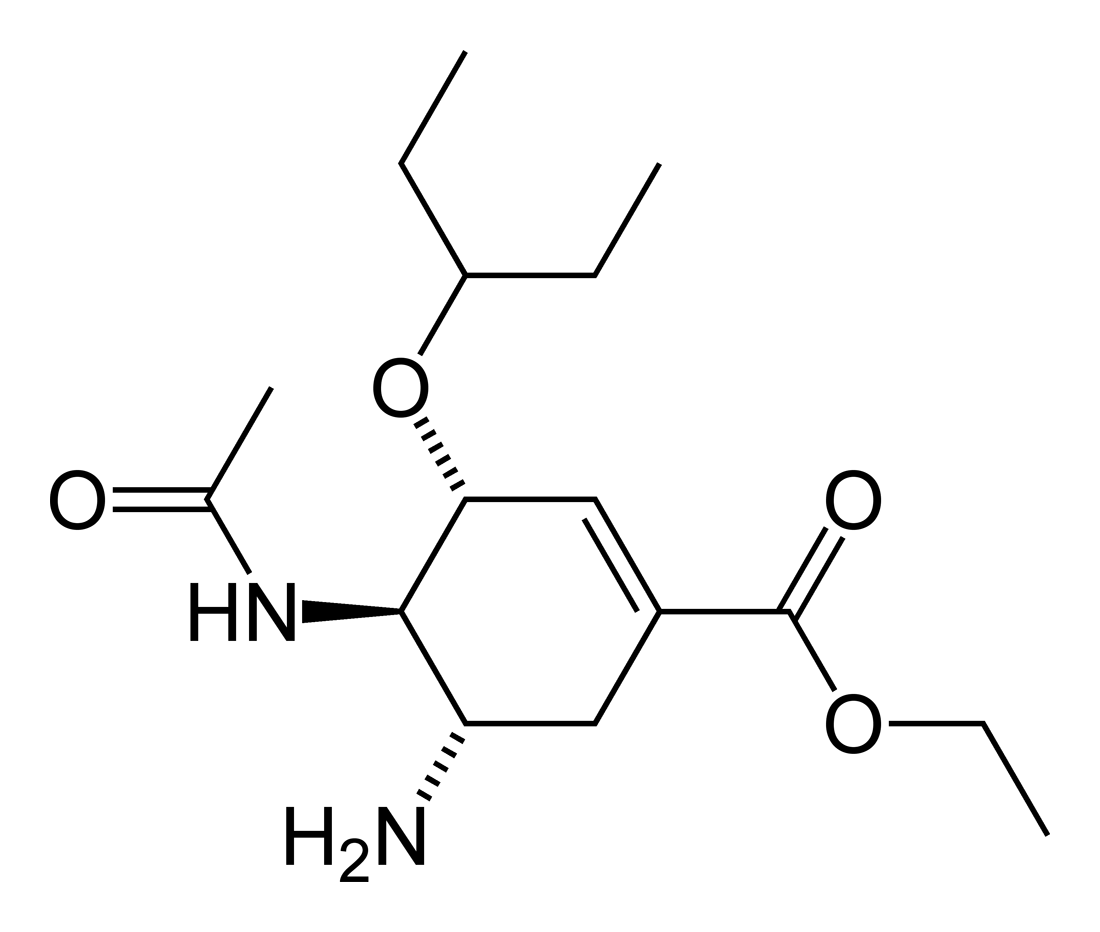
Strukturformel von Oseltamivir

2006 veröffentlichte Corey eine Synthese von Oseltamivir (das von der Firma Roche unter dem Markennamen Tamiflu® vertrieben wird), die nicht von der Shikimisäure ausging, nahm aber im Gegensatz zur Arbeitsgruppe von Masakatsu Shibasaki keinen Patentschutz, um eine Synthese für jedermann zu ermöglichen.

## Ehrungen und Auszeichnungen
E. J. Corey erhielt viele Ehrungen und Auszeichnungen. So wurde er 1960 in die American Academy of Arts and Sciences gewählt und 1966 in die National Academy of Sciences. Er erhielt 1968 den Ernest Guenther Award und 1973 den Dickson Prize in Science sowie den Linus Pauling Award, 1983 den Tetrahedron-Preis, 1988 den Robert Robinson Award, die Franklin-Medaille im Jahr 1978, die Paul-Karrer-Medaille 1982, den Wolf-Preis in Chemie 1986 und den National Medal of Science. Im Jahr 1989 wurde er mit dem Japan-Preis ausgezeichnet. Nach dem Gewinn des Nobelpreises für Chemie im Jahr 1990 erhielt er 1993 den Roger Adams Award und im Jahr 2004 die Priestley-Medaille. Corey erhielt 19 Ehrendoktorwürden von verschiedenen Universitäten, darunter die Oxford University und die Cambridge University. Im Jahr 2013 wurde das E.J. Corey Institute of Biomedical Research (CIBR) in Jiangyin eröffnet. 2014 erhielt er die Sir Derek H. Barton Gold Medal.

## Schriften
Monographien
- The Logic of Chemical Synthesis. Verlag John Wiley & Sons, 1995, ISBN 0-471-11594-0.
- mit Barbara Czakó und László Kürti: Molecules and Medicine. Verlag John Wiley & Sons, 2007, ISBN 978-0-470-22749-7.
- mit László Kürti: Enantioselective Chemical Synthesis. Verlag Academic Press, 2013, ISBN 978-0-615-39515-9.

Aufsätze (Auswahl)
- mit Dieter Enders: Synthesewege zu polyfunktionellen Molekülen über metallierte Dimethylhydrazone. In: Chemische Berichte. 111, 1978, S. 1362–1383, doi:10.1002/cber.19781110414.
- Elias James Corey: The Logic of Chemical Synthesis: Multistep Synthesis of Complex Carbogenic Molecules (Nobel Lecture). In: Angewandte Chemie International Edition in English. 30, 1991, S. 455–465, doi:10.1002/anie.199104553
- mit Teck Peng Loh, Thomas D. Roper, Mihai D. Azimioara und Mark C. Noe: The origin of greater than 200:1 enantioselectivity in a catalytic Diels-Alder reaction as revealed by physical and chemical studies. In: Journal of the American Chemical Society. 114, 1992, S. 8290–8292, doi:10.1021/ja00047a050.
- mit Gregory A. Reichard: Total synthesis of lactacystin. In: Journal of the American Chemical Society. 114, 1992, S. 10677–10678, doi:10.1021/ja00052a096.
- mit Laurence I. Wu: Enantioselective total synthesis of miroestrol. In: Journal of the American Chemical Society. 115, 1993, S. 9327–9328, doi:10.1021/ja00073a074.
- mit Mark C. Noe: Rigid and highly enantioselective catalyst for the dihydroxylation of olefins using osmium tetraoxide clarifies the origin of enantiospecificity. In: Journal of the American Chemical Society. 115, 1993, S. 12579–12580, doi:10.1021/ja00079a045.
- mit S. P. T. Matsuda und B. Bartel: Molecular cloning, characterization, and overexpression of ERG7, the Saccharomyces cerevisiae gene encoding lanosterol synthase. In: Proceedings of the National Academy of Sciences. Band 91, 1994, S. 2211.